# Religiose dell'apostolato del Sacro Cuore di Gesù
Le Religiose dell'Apostolato del Sacro Cuore di Gesù (in spagnolo Religiosas del Apostolado del Sagrado Corazón de Jesús o, semplicemente, Apostolinas; sigla R.A.) sono un istituto religioso femminile di diritto pontificio.

## Storia
La congregazione fu fondata il 18 dicembre 1891 all'Avana dal gesuita Valentín Salinero García all'interno dell'associazione dell'Apostolato della preghiera.
L'istituto ricevette il pontificio decreto di lode il 3 febbraio 1908 e l'approvazione definitiva il 13 luglio 1913.
Nel 1961 il governo cubano confiscò tutte le case della congregazione e le religiose si rifugiarono nel Porto Rico e negli Stati Uniti d'America, mentre la casa generalizia fu trasferita a Madrid.

## Attività e diffusione
Le suore si dedicano all'educazione cristiana della gioventù.
Sono presenti im Colombia, a Cuba, a Porto Rico, nella Repubblica Dominicana, in Spagna, negli Stati Uniti d'America, e in Venezuela; la sede generalizia è a Madrid.
Alla fine del 2015 l'istituto contava 107 religiose in 16 case.